# Теорема Мак-Вильямс
В теории кодирования теорема Мак-Ви́льямс устанавливает связь между весовой функцией линейного кода и весовой функцией двойственного ему кода. Одним из следствий теоремы является получение верхней границы мощности кода. Названа в честь английского математика Флоренс Джесси Мак-Вильямс.
Пусть {\displaystyle C\subset \mathbb {F} _{2}^{n}} двоичный линейный код длины {\displaystyle n}.  Весовым распределением кода {\displaystyle C} называется числовая последовательность {\displaystyle \{A_{w}\}_{w=0}^{n},} где {\displaystyle \displaystyle A_{w}} обозначает количество кодовых слов {\displaystyle C} весом {\displaystyle w}:
{\displaystyle A_{w}=\#\{c\in C\mid {\mathsf {w}}(c)=w\}}.
Весовой функцией (или весовым энумератором) называется многочлен двух переменных
{\displaystyle W(C;x,y)=\sum _{w=0}^{n}A_{w}x^{w}y^{n-w}.}

## Элементарные свойства весовой функции
- {\displaystyle \displaystyle W(C;0,1)=A_{0}=1.}
- {\displaystyle \displaystyle W(C;1,1)=\sum _{w=0}^{n}A_{w}=|C|.}
- {\displaystyle \displaystyle W(C;1,0)=A_{n}=1,} когда {\displaystyle (1,\ldots ,1)\in C,} иначе {\displaystyle \displaystyle W(C;1,0)=A_{n}=0.}
- {\displaystyle \displaystyle W(C;1,-1)=\sum _{w=0}^{n}A_{w}(-1)^{n-w}=A_{n}+(-1)^{1}A_{n-1}+\ldots +(-1)^{n-1}A_{1}+(-1)^{n}A_{0}.}

## Формулировка теоремы
Обозначим код, двойственный {\displaystyle C}, через
{\displaystyle C^{\perp }=\{x\in \mathbb {F} _{2}^{n}\,\mid \,\forall c\in C:\langle x,c\rangle =0{\mbox{  }}\},}
где {\displaystyle \langle \,,\,\rangle } обозначает скалярное произведение векторов в векторном пространстве {\displaystyle \mathbb {F} _{2}^{n}}.
Теорема Мак-Вильямс гласит, что
{\displaystyle W(C^{\perp };x,y)={\frac {1}{\mid C\mid }}W(C;y-x,y+x).}